# Aleksa Đukanović
Aleksa Đukanović (Beograd, SR Jugoslavija, 4. siječnja 1998.) srbijanski je književnik, književni i kazališni kritičar, urednik i publicist. Dvostruki je laureat »Prosvjetine« nagrade, koju je dobio dvaput zaredom: 2021. i 2022. godine.

## Životopis
Srednju Pravno-poslovnu školu »Dimitrije Davidović« pohađao je u Zemunu, a osnovne i specijalizirane studije iz oblasti pravnih i ekonomskih znanosti i javnog sustava diplomirao je u Beogradu na državnoj Akademiji 2022. godine.
Prozu i kritiku publicira u beogradskom »NIN-u«, »Politici«, »Večernjim novostima«, »Danasu«, »Književnim novinama«, »Savremeniku«, »Književnim vertikalama«, novosadskoj »Zlatnoj gredi«, somborskim »Dometima«, vrbaskom »Tragu«, knjaževačkom »Istoku«, negotinskoj »Buktinji«, kruševačkoj »Bagdali«, mostarskim »Stranama.ba«, banjalučkom »SRP-u«, zagrebačkoj »Književnoj republici«, »Radio Gornjem Gradu« i istarskom »Booke.hr«, i u brojnim književnim časopisima, dnevnom tisku i po internetskim portalima za književnost, kulturu i društvena pitanja u regiji i Europi.
Autor je petnaest knjiga pripovjedačke proze, romana, pjesama, eseja, dnevničkih zapisa te književne kritike.
Za novelu Pali inkvizitor bosanskohercegovačka SPKD »Prosvjeta« dodijelila mu je Književnu nagradu »Zvonimir Šubić« za pripovjednu prozu za 2021. godinu, a sljedeće, 2022. godine po drugi je put postao laureat »Prosvjetine« nagrade »Boško Milovanović«, ovoga puta za žurnalistiku (za esej »Četrdeset pet Golužinih godina«, o noveli Smrt gospodina Goluže Branimira Šćepanovića, koji je publiciran u Kulturnome dodatku beogradske »Politike«).
Za kreativno književno stvaralaštvo u sadržaju i stilu u području eseja nagrađen je uglednom tradicionalnom godišnjom Međunarodnom nagradom za književnost »Naji Naaman« za 2022./2023. godinu, u lipnju 2023. u Libanonu.
Član je Društva književnika Vojvodine. Počasni je i doživotni član Kuće kulture »Naaman« u Libanonu.
Bio je urednik u književnim časopisima Sizif i Književni esnaf.
Objavljuje prozu i poeziju od 2019. godine. Svoja djela piše na mnogim varijetetima iz skupine BHSC jezika.

## Djela (izbor)
- Europa in extremis, lirske pjesme i eseji (2021.)
- Jeretičke pjesme, lirika (2021.)
- Knjiga eseja, eseji i ogledi (2021.)
- Pali inkvizitor, fantastična novela (2021.)
- Novele, dvanaest sabranih novela u jednom tomu (2023.)
- Štrausov solilokvij, zbirka dvanaest pripovijedaka u impresionističkome maniru (2024.)
- Poslednji dan dobrog gospodina Cilića, povijesno-društvena novela (2024.)
- Ideološki habitus Ive Andrića, književno-polemička i teorijska studija (2024.)[7]

## Nagrade (izbor)
Đukanović je laureat niza književnih odličja, priznanja i nagrada u regiji i inozemstvu, među inim dodjeljene su mu i:
- »Prosvjetina« nagrada za pripovjednu prozu »Zvonimir Šubić« (Bosna i Hercegovina, 2021.)[8]
- »Prosvjetina« nagrada za žurnalistiku u području kulture »Boško Milovanović« (Bosna i Hercegovina, 2022.)[9]
- Internacionalna književna nagrada »Naji Naaman« (Libanonska Republika, 2023.)[10]
- Talijanska nacionalna nagrada »Franz Kafka« (Premio Nazionale Franz Kafka Italia, Talijanska Republika, 2025.)[11]

Za kraća pripovjedačka prozna djela pripale su mu književne nagrade beogradskog Nakladnika »Portalibris« 2020, i »Tragom Nastasijevića« (koju dodijeljuje Knjižnica »Braća Nastasijević« iz Gornjeg Milanovca na manifestaciji Dani Nastasijevića) 2022. godine.

## Književno stvaralaštvo i kritika
Motivi njegovih djela najčešće su povjesni događaji sa kritičkim esejiziranim opservacijama i osvrtom na suvremene trenutke. Glavni utjecaji na prozu Alekse Đukanovića obuhvaćaju pisce i filozofe srednje Europe, počevši prvotno od Miroslava Krleže, Georga Trakla, preko Schopenhauera, skupa sa Kafkom, Albertom Camusom, Brechtom i Heinrichom Mannom.
Književna kritika u regiji i u jugoistočnoj Europi ocijenila je vrijednost Đukanovćeve proze. Velimir Visković usporedio ga je s Miroslavom Krležom, a Đukanovićevu prozu osobito hvale i cijene književnik i prevoditelj Žarko Radaković, utemeljitelj signalizma Miroljub Todorović te sveučilišni profesor, književnik i proučavatelj znanstvene fantastike Zoran Živković, kao i književni kritičar beogradskih »Večernjih novosti« Dragan Bogutović, i niz drugih glasovitih pisaca, književnih kritičara i teoretičara u Srbiji, Hrvatskoj, Bosni i Hercegovini i u regiji.[nedostaje izvor]

## Kritičarski rad
Đukanović je znatan dio svojih eseja, kritika i dnevnika (u kojima dominiraju autorove monološke esejizirane opservacije na razne teme), pored mnogih srbijanskih i europskih stvaralaca, posvijetio i brojnim hrvatskim autorima o kojima je književno i historijski-znanstveno pisao. Višestruko je pisao o Miroslavu Krleži, uvijek mu se vraćajući kao jednom od najvećih osobnih uzora. Također pisao je i o Janku Poliću Kamovu, Viktoru Novaku, Slavku Kolaru, Ivi Andriću, Ivanu Goranu Kovačiću, Velimiru Viskoviću, Predragu Matvejeviću, Anti Zemljaru, Marijanu Grakaliću, Anti Starčeviću te o Stipi Šuvaru, Franji Tuđmanu i inima.